# Scaptia aureonigra
Scaptia aureonigra är en tvåvingeart som först beskrevs av Krober 1931.  Scaptia aureonigra ingår i släktet Scaptia och familjen bromsar. Inga underarter finns listade i Catalogue of Life.